# دهه ۱۶۶۰ (میلادی)
دهه ۱۶۶۰ (میلادی) صد و شصت و ششمین دهه تقویم میلادی است.
‎